# 古县村 (霞浦县)
古县村，是福建省宁德市霞浦县松山街道下辖的一个村级行政单位，是霞浦县的前身——温麻县的旧址。

## 历史沿革
古县村位于霞浦县南部，西晋太康三年（公元282年）由温麻船屯设立温麻县，其辖区主要包括福宁五邑及连江、罗源等县，背侍葛洪山，距今霞浦县城13公里。隋朝开皇九年（公元589年）废除温麻县后，古县村不再作为闽东地区的行政中心，唐朝重新在此地设立长溪县时，将县治移置到今霞浦县西郊。
中华人民共和国成立后，古县村隶属于霞浦县沙江区（1980年代后改称沙江镇），2020年底霞浦县成立松山街道后，古县村划归松山街道管辖，但在国家统计局中仍归属沙江镇。

## 行政区划
古县村下辖有古县、后垅、村后、岭头、竹园、马槽6个自然村及15个村民小组，共有村民738户，共2951人（其中劳力1500人）。

## 名人
2021年8月，在古县因抗洪而牺牲的时任村委书记孙丽美被追授中华人民共和国时代楷模、福建省三八红旗手等奖项。